# Civilförsvar

Den internationella civilförsvarssymbolen.

Civilförsvar är den del av ett lands totala försvar, som innefattar vapenfri, icke-militär skyddsverksamhet i såväl krigssituationer som andra katastroftillstånd. Skyddet innefattar civilbefolkning och dess behov såväl som djurbesättningar, naturområden, museer med dess samlingar, institutioner och andra skyddsvärda byggnader och verksamheter, samt att bistå med viss sjukhantering och räddningstjänst. I många länder involverar dessa insatser bland annat personer med placering i vapenfri tjänst.
Begreppet definieras enligt första tillägsprotokollet till 1949 års Genevekonvention som utförandet av humanitära uppgifter avsedda att skydda civilbefolkningen mot faror och hjälpa den att återhämta sig från de omedelbara effekterna av fientligheter eller katastrofer och även att tillhandahålla tjänster nödvändiga för dess överlevnad.

## Civilförsvarets uppgifter
De humanitära uppgifter som är skyddade av det ovannämnda tilläggsprotokollet definieras som:
1. Varning
2. Evakuering
3. Skyddsrum
4. Mörkläggning
5. Räddningstjänst
6. Sjukvård, inklusive första hjälp och själavård
7. Brandförsvar
8. Upptäckt och markering av riskområden
9. Dekontaminering och liknande skyddsåtgärder mot CBRN-stridsmedel
10. Inkvartering och försörjning av utrymda och flyktingar
11. Upprätthållande och återupprättande av ordning i utsatta områden
12. Reparationer av oumbärliga kommunaltekniska tjänster
13. Begravningstjänst
14. Överlevnadsmateriel
15. Kompletterande verksamheter som är nödvändiga för att utföra någon av de uppgifter som nämns ovan, inkluderande men inte begränsade till planering och organisation.

## Sverige
Genom lagen (1994:1720) om civilt försvar försvann begreppet "civilförsvar" från svensk lagstiftning. I dagens system motsvaras det som tidigare var ”civilförsvaret” av beredskapssektorn "räddningstjänst och skydd av civilbefolkningen".
Civilt försvar är ett bredare begrepp än "civilförsvar" och omfattar all civil verksamhet som ingår i Sveriges totalförsvar.

### Historisk utveckling 1937–1994

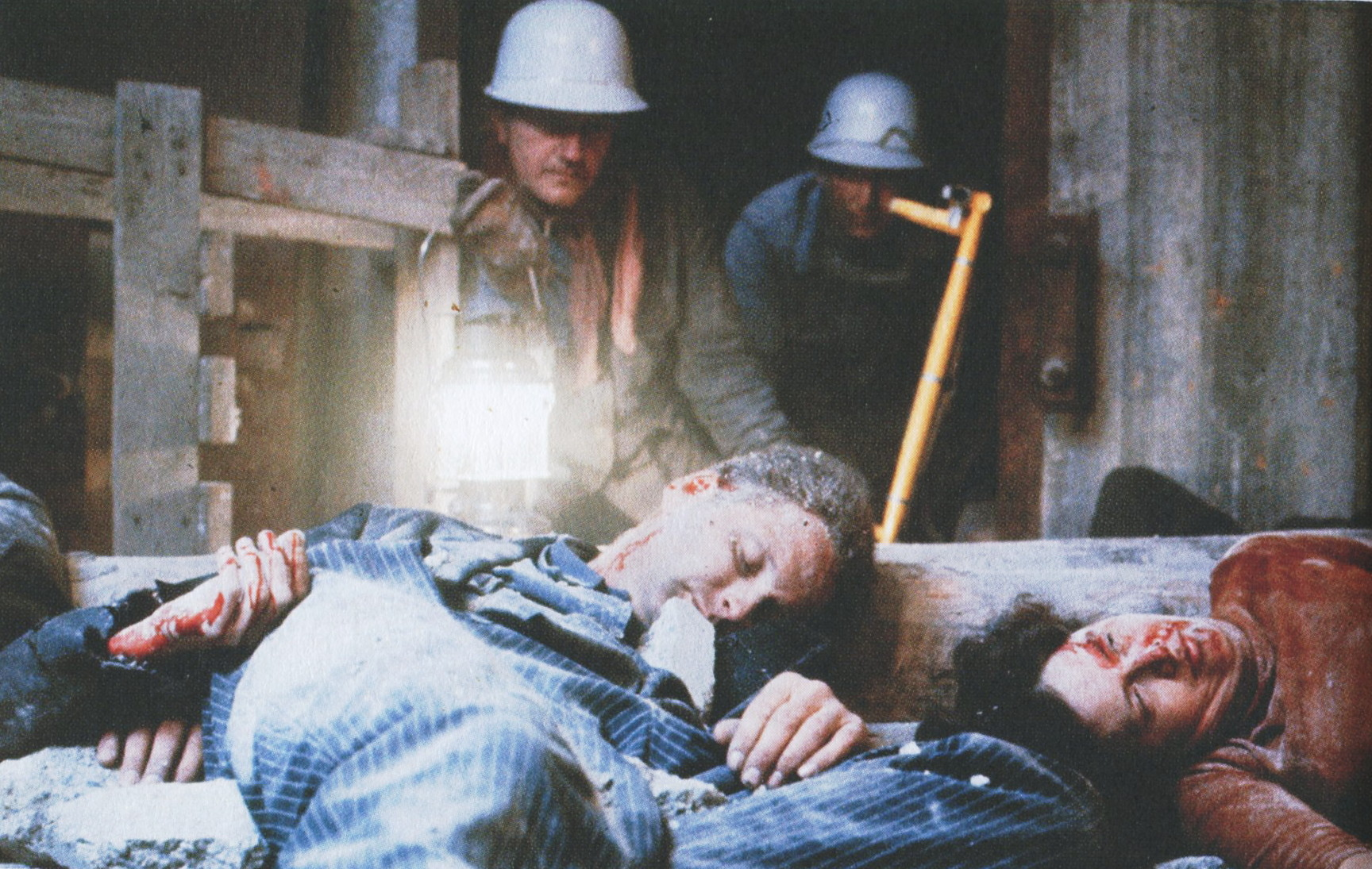
Civilförsvarsövning på 1960-talet.

År 1937 antogs Sveriges första luftskyddslag. Den luftskyddsorganisation som i forcerad takt byggdes upp under beredskapen vilade inte på en enhetlig och genomtänkt grund. Civilförsvarsreformen 1944 åstadkom en enhetlig ledning och uppbyggnad av civilförsvaret. En civilförsvarsorganisation bildades genom en sammanslagning av luftskyddsorganisationen med organisationen för utrymnings- och socialtjänst. Civilförsvarsstyrelsen blev centralmyndighet och centralt ledningsorgan. Civilförsvarsstyrelsen, länsstyrelserna och civilförsvarscheferna i vart och ett av ca 400 civilförsvarsområdena utgjorde tillsammans civilförsvarsmyndigheterna med ansvar för civilförsvarets ledning och med tillsyn över att kommunerna och enskilda personer fullgjorde vad som var ålagda dem enligt civilförsvarslagstiftningen. Civilförsvarsplikt infördes för alla svenska medborgare från 16 års till och med 65 års ålder. År 1946 omfattade personalbehovet 444,000 personer för det allmänna civilförsvaret, 330,000 personer för verkskyddet och 120,000 för hemskyddet eller sammanlagt 864,000 personer. 
Civilförsvarsreformen 1948 permanentade civilförsvarslagen (som hade varit tidsbegränsad) och överförde kostnadsansvaret på staten. Civilförsvarets verksamhet i krig var dels förebyggande, genom utrymning, inkvartering av de utrymda samt skyddsrum, dels skadeavhjälpande genom räddning av nödställda och skydd av egendom från förstörelse. År 1953 var personalbehovet för civilförsvaret sammanlagt 1,109,000 personer. Genom utrymningsreformen 1956 planlades beredskapsutrymning för 1,8 miljoner personer, slutlig utrymning för ytterligare 1 miljon personer, invasionsutrymning för ytterligare en halv miljon personer. Enligt de längst gående alternativen planerades utrymning för 3,3 miljoner personer. Civilförsvarsreformen 1960 koncentrerade civilförsvarets uppgifter på att skydda civilbefolkning och egendom mot skador av fientliga anfall samt räddning av överlevande. Hemskyddsorganisationen avvecklades. Civilförsvarets uppdrag inom säkerhetstjänst, röjnings- och reparationstjänst, bombröjning samt undanförsel och förstöring överfördes på andra myndigheter. Därigenom avgränsades civilförsvarets verksamhet från samhällets ordinarie verksamhet. Till följd av detta tilläts inte civilförsvaret användas vid katastrofer i fredstid. Civilförsvaret omfattade 1967 143,000 personer, därtill kom elva regionala undsättningskårer av bataljonsstorlek.    
De storskaliga utrymning som sedan 1956 ingick i civilförsvarsplaneringen hade sitt grundval i risken för terroranfall mot större befolkningscentra i händelse av krig. Under 1970-talet kom i stället fokus att riktas mot faran för ett strategiskt överfall som kunde beröra stora delar av Sverige genom krigföring med konventionella medel. Genom skyddsrumsreformen 1975 fastställdes att skyddsrumsbyggandet skulle inriktas mot det konventionella krigets krav och mot att de allvarligaste riskområdena fanns nära militära mål eller i invasionsområdena. Anordnandet av skyddsrum fick en fast anknytning till kommunernas bebyggelseplanering och kommunerna fick ett ansvar för att skyddsrum anordnas på ett ändamålsenligt sätt. Civilförsvarsreformen 1982 fastställde två stora principiella förändringar i civilförsvaret organisation. Hemskyddsorganisationen återuppbyggs och kommunerna övertar ansvaret för ledningen av det lokala civilförsvaret i krig och det planläggningsansvar som är förenat därmed i fred. Staten förblev huvudman för civilförsvaret men uppdrog åt kommunerna att genomföra civilförsvarsverksamheten på lokal nivå mot ekonomisk ersättning. Civilförsvarsstyrelsen och Statens brandnämnd slogs 1986 samman till en ny myndighet Statens räddningsverk som också fick ett funktionsansvar för civilförsvaret.   

## Norge
Det norska civilförsvaret är en uniformerad statlig beredskapsmyndighet organiserad i 20 distrikt och ett kompetenscentrum. Det har en styrka på 8 000 tjänstepliktiga män och kvinnor samt en krigsreserv. Det norska civilförsvaret är underordnat Direktoratet for samfunnssikkerhet og beredskap.

## Schweiz

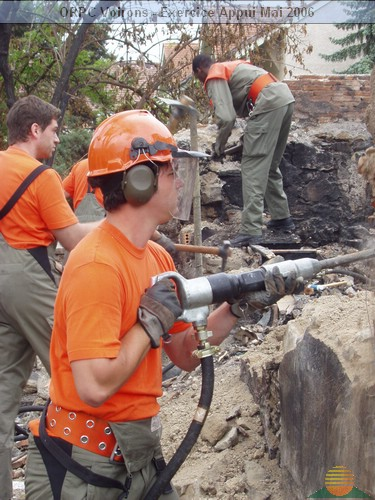
Räddningsmän i insats vid en civilförsvarsövning i Schweiz.

I Schweiz är civilförsvaret en operativ resurs som sätts in om brandförsvarets, polisens och sjukvården/räddningstjänstens resurser riskerar att uttömmas. Kantonerna ansvarar för organisation, utbildning, beredskap och insats av civilförsvaret. Den schweiziska staten ställer lagkrav, stödjer kantonerna och tar på sig vissa uppgifter, till exempel inom områdena koordinering och utbildning eller larm- och kommunikationssystemen. Kostnaderna för civilförsvaret bärs i sin helhet av den behöriga myndigheten. Civilförsvaret är organiserat efter två modeller, antingen i bataljsonsförband om tre till fyra kompanier, eller på mindre orter i avdelta kompanier. Det finns en nationell tjänsteplikt inom civilförsvaret. Män med schweiziskt medborgarskap som inte gör värnplikt eller vapenfri tjänst är skyldiga att tjänstgöra inom civilförsvaret. Civilförsvarsplikten ska fullgöras mellan det år då de pliktiga fyller 18 år och utgången av det år då de fyller 36 år. Den pågår i 14 år och börjar det år som grundutbildningen är avslutad, dock senast det år då personen fyller 25 år. Efter totalt 245 dagars tjänstgöring är civilförsvarsplikten fullgjord även om inte den pliktige tjänstgjort i 14 år.